# Comuna de Góra Kalwaria
Góra Kalwaria (polaco: Gmina Góra Kalwaria) é uma gminy (comuna) na Polónia, na voivodia de Mazóvia e no condado de Piaseczyński. A sede do condado é a cidade de Góra Kalwaria.
De acordo com os censos de 2004, a comuna tem 23 824 habitantes, com uma densidade 164,2 hab/km².

## Área
Estende-se por uma área de 145,11 km², incluindo:
- área agricola: 61%
- área florestal: 19%

## Demografia
Dados de 30 de Junho 2004:
|                      | Total   | Total | Mulheres | Mulheres | Homens  | Homens |
| -------------------- | ------- | ----- | -------- | -------- | ------- | ------ |
|                      | pessoas | %     | pessoas  | %        | pessoas | %      |
| População            | 23 824  | 100   | 12 327   | 51,7     | 11 497  | 48,3   |
| Densidade (pop./km²) | 164,2   | 100   | 84,9     | 84,9     | 79,2    | 79,2   |

De acordo com dados de 2002, o rendimento médio per capita ascendia a 1612,44 zł.

## Comunas vizinhas
- Chynów, Karczew, Konstancin-Jeziorna, Piaseczno, Prażmów, Sobienie-Jeziory, Warka